# 帕萊海崖
77°19′S 166°33′E / 77.317°S 166.550°E
帕萊海崖（英語：Palais Bluff），是南極洲的海崖，位於羅斯島西北部，海拔高度超過400米，俯瞰沃舒拉格灣，以國家科學基金會的冰川學項目主任命名，現時由南極條約體系管理。